# Jugador Mundial de la FIFA 1994
La cuarta entrega de este premio tuvo como ganador al brasileño Romário (FC Barcelona), quedando el búlgaro Hristo Stoichkov (FC Barcelona) en segundo lugar y el italiano Roberto Baggio (Juventus) en tercer lugar.

## Posiciones finales
A continuación se muestran los jugadores que coparon los diez primeros puestos en esta edición.
| Puesto | Jugador          | Equipo                     | Puntos |
| ------ | ---------------- | -------------------------- | ------ |
| 1º     | Romário          | FC Barcelona               | 346    |
| 2º     | Hristo Stoichkov | FC Barcelona               | 100    |
| 3º     | Roberto Baggio   | Juventus                   | 80     |
| 4º     | Gheorghe Hagi    | Brescia / FC Barcelona     | 50     |
| 5º     | Paolo Maldini    | AC Milan                   | 40     |
| 6º     | Bebeto           | Deportivo La Coruña        | 16     |
| 7º     | Dennis Bergkamp  | Inter de Milán             | 11     |
| 8º     | Dunga            | Stuttgart                  | 9      |
| 9º     | Franco Baresi    | AC Milan                   | 7      |
|        | Tomas Brolin     | Parma                      | 7      |
|        | Jürgen Klinsmann | Monaco / Tottenham Hotspur | 7      |
|        | Mauro Silva      | Deportivo La Coruña        | 7      |